# Коунмо Тауншип (округ Сомерсет, Пенсільванія)
Коунмо Тауншип (англ. Conemaugh Township) — селище (англ. township) в США, в окрузі Сомерсет штату Пенсільванія. Населення — 6760 осіб (2020).

## Демографія
Згідно з переписом 2010 року, у селищі мешкало 7279 осіб у 3077 домогосподарствах у складі 2147 родин. Було 3311 помешкання
Расовий склад населення:
| - 99,0 % — білих - 0,2 % — азіатів - 0,1 % — чорних або афроамериканців |

До двох чи більше рас належало 0,5 %. Частка іспаномовних становила 0,6 % від усіх жителів.
За віковим діапазоном населення розподілялося таким чином: 18,7 % — особи молодші 18 років, 58,4 % — особи у віці 18—64 років, 22,9 % — особи у віці 65 років та старші. Медіана віку мешканця становила 48,6 року. На 100 осіб жіночої статі у селищі припадало 95,0 чоловіків;  на 100 жінок у віці від 18 років та старших — 94,4 чоловіків також старших 18 років.
Середній дохід на одне домашнє господарство  становив 57 452 долари США (медіана — 44 830), а середній дохід на одну сім'ю — 66 929 доларів (медіана — 53 429). Медіана доходів становила 42 250 доларів для чоловіків та 27 561 долар для жінок. За межею бідності перебувало 8,3 % осіб, у тому числі 7,3 % дітей у віці до 18 років та 5,5 % осіб у віці 65 років та старших.
Цивільне працевлаштоване населення становило 3457 осіб. Основні галузі зайнятості: освіта, охорона здоров'я та соціальна допомога — 28,6 %, роздрібна торгівля — 13,0 %, виробництво — 11,3 %.